# HACCP
L'HACCP (acronimo dall'inglese Hazard Analysis and Critical Control Points, in italiano Analisi dei Pericoli e Controllo dei Punti Critici) è un insieme di procedure, mirate a garantire la salubrità degli alimenti, basate sulla prevenzione anziché l'analisi del prodotto finito.

## Caratteristiche
L'HACCP si basa sul monitoraggio dei punti della lavorazione degli alimenti in cui si prospetta un pericolo di contaminazione, di natura sia biologica che chimica o fisica. È sistematico e ha basi scientifiche; la sua finalità è quella di individuare e analizzare pericoli e mettere a punto sistemi adatti per il loro controllo (inteso nell'accezione di "regolazione").
Prima dell'adozione del sistema HACCP, le verifiche venivano effettuate a valle del processo produttivo, con analisi della salubrità del prodotto finito, pronto per la vendita al consumatore, e spesso il prodotto era consumato prima dell'individuazione dell'irregolarità. Inoltre, per le analisi, veniva effettuato il campionamento (analisi di un lotto tramite prelievo di un campione) ed il risultato del campione analizzato non era sempre un risultato significativo, in quanto l'eventuale contaminazione non si distribuisce sempre omogeneamente nel lotto.
Dopo l'emanazione del 1997, è stato introdotto in Italia il sistema HACCP che, promuovendo il concetto di prevenzione, analizza i possibili pericoli verificabili in ogni fase del processo produttivo e nelle fasi successive come lo stoccaggio, il trasporto, la conservazione e la vendita o somministrazione al consumatore.
In altri termini, questo controllo si prefigge di monitorare tutta la filiera del processo di produzione e distribuzione degli alimenti; lo scopo è quello di individuare le fasi del processo che possono rappresentare un punto critico. Per esempio, in un processo di produzione di surgelati, un punto critico può essere rappresentato dalla distribuzione di tali prodotti surgelati, in quanto la temperatura di conservazione non deve salire oltre i -18 °C, rimanendo ad un valore pressoché costante dalla fase di produzione fino alla fase di consumazione.
Il sistema pone un importante accento sulla qualità alimentare, in particolare riguardo a salubrità e sicurezza; tale concetto va oltre la semplice soddisfazione del cliente, puntando alla tutela della salute pubblica.

## Origini e normativa
Il sistema HACCP venne ideato negli anni sessanta negli Stati Uniti, con l'intento di assicurare che gli alimenti forniti agli astronauti della NASA non avessero alcun effetto negativo sulla salute o potessero mettere a rischio missioni nello spazio.
L'HACCP è stato introdotto in Europa negli anni settanta. Nell'Unione europea il Regolamento (CE) n. 852/2004 sull'igiene dei prodotti alimentari stabilisce che ogni operatore del settore alimentare debba mettere in atto procedure basate sui principi del sistema HACCP. Trattandosi di un regolamento è direttamente applicabile a tutti gli Stati membri senza necessità di essere recepito.

## Campi di applicazione
Sono tenuti a dotarsi di un piano di autocontrollo, farmacie, operatori nel campo della ristorazione, bar/pasticcerie, rivendite alimentari e ortofrutta, salumerie, gastronomie, macelli, macellerie, pescherie, panifici, case di riposo, scuole, mense, comunità o associazioni che somministrano alimenti, ivi compresi gli operatori della logistica. In pratica, tutti coloro che sono interessati alla produzione primaria di un alimento (raccolta, mungitura, allevamento), alla sua preparazione, trasformazione, fabbricazione, confezionamento, deposito, trasporto, distribuzione, manipolazione, vendita o fornitura, compresa la somministrazione al consumatore. Alimenti sono pure le bevande, pertanto anche chioschi, discoteche, sale cinematografiche, sagre, eventi di degustazione, ecc. devono applicare la HACCP.
Nel 2006 il sistema HACCP è stato reso obbligatorio anche per le aziende che hanno a che fare con i mangimi per gli animali destinati alla produzione di alimenti (produzione delle materie prime, miscele, additivi, vendita e somministrazione).

## Tappe preliminari del sistema HACCP
Queste sono le tappe basilari di sviluppo del sistema HACCP:
- mandato della direzione
- formazione dell'HACCP-team[3]
- preparazione schede di descrizione del prodotto, impiego a cui è destinato
- diagramma di flusso
- verifica "sul campo" del diagramma di flusso.

## I sette principi del sistema HACCP

Schema dei sette principi dell'HACCP

I punti fondamentali del sistema dell'HACCP, la cui applicazione nelle aziende alimentari è diretta a far sì che un qualsivoglia alimento non sia causa di danno alla salute del consumatore, sono identificabili in sette princìpi:
Principio 1Individuazione dei pericoli e analisi dei rischi:
Identificare i pericoli potenziali associati alla produzione di un alimento in tutte le sue fasi, dalla coltura o allevamento fino al consumo (inclusi i tempi morti), che dovranno essere sottoposti ad analisi del rischio: valutare le probabilità che il pericolo si concretizzi e la gravità dell'eventuale danno sulla salute del consumatore.
Principio 2Individuazione dei CCP (punti di controllo critici):
Un CCP (Critical Control Point) è un punto, una fase o una procedura in cui è possibile e indispensabile attuare un controllo al fine di eliminare, prevenire o ridurre a limiti accettabili un pericolo. Per identificare le fasi che possono essere controllate viene utilizzato "l'albero delle decisioni" (Decision Tree), al fine di comprendere se un passaggio all'interno della produzione (da intendersi in senso ampio) di un alimento è da ritenersi un punto di controllo critico o solamente un punto di controllo. Ogni fase rappresenta uno stadio di produzione e/o manipolazione degli alimenti, comprendenti la produzione primaria, la loro ricezione e trasformazione, la conservazione, trasporto, vendita e uso del consumatore.
NON è punto di controllo critico:
- un punto di controllo che ha a valle un ulteriore punto di controllo critico che elimini il pericolo.
- un punto di controllo che non può essere valutato in base a un parametro oggettivo (come ad es. la temperatura, la data, ecc.)
- un punto di controllo che può essere valutato in base a un parametro oggettivo, ma che non può restituire un risultato immediato (ad es. la carica batterica di un alimento è un parametro importante per la valutazione della salute di un alimento, ma richiede diverse ore per ottenere i risultati delle campionature).

Principio 3Definizione dei limiti critici:
Stabilire i limiti critici che devono essere osservati per assicurare che ogni CCP sia sotto controllo. In pratica, limite critico è quel valore di riferimento che separa l'accettabilità dall'inaccettabilità; in altre parole, sono ciò che consente di garantire la sicurezza di un prodotto finito. I limiti critici sono desunti da quelli di legge, ove presenti, oppure dalle GMP (dall'inglese Good Manufacturing Practices, ossia "buone pratiche di lavorazione"), nel senso che possono derivare dall'adozione di una pratica igienica di lavorazione propria di un'azienda.
Un classico esempio è la temperatura minima e massima a cui devono essere conservati tutti quegli alimenti soggetti a degradazione oppure i tempi di lavorazione o i parametri microbiologici e chimici.
Importante ricordare che non sempre i limiti critici sono rappresentati da valori numerici: possono infatti corrispondere a quantità rilevabili sensorialmente, come la presenza o assenza di sporco visibili.
Principio 4Definizione delle procedure di monitoraggio:
Attuare una serie di osservazioni e misure per tenere sotto controllo ed entro i limiti critici i CCP.
Il monitoraggio consiste in interventi e modalità che dipendono dalla realtà dell'azienda in oggetto; un piano minimo di controllo comunque solitamente prevede:
- controllo e qualifica fornitori
- controllo conservazione dei prodotti
- registrazione temperature di conservazione
- controllo e predisposizioni di procedure di lavorazione definite in tempi e modi
- controllo e pianificazione condizioni igieniche.

Un piano minimo di controllo deve inoltre riportare:
- chi si occupa di monitorare e verificare i dati rilevati
- quando vengono effettuate le misurazioni o le osservazioni
- come vengono effettuati il monitoraggio e la valutazione dei risultati.

Principio 5Definizione e pianificazione delle azioni correttive:
Stabilire in anticipo le azioni da attuare quando il monitoraggio indica che un particolare CCP non è più sotto controllo (fuori dai limiti critici).
La sua efficacia è data dalla sua tempestività, ovvero consentire il ritorno alle normali condizioni di sicurezza nel più breve tempo possibile.
Le azioni correttive devono comprendere:
- la correzione della causa dello scostamento dal limite critico
- la verifica che il CCP sia di nuovo sotto controllo
- le procedure da attivare verso gli alimenti non sicuri perché prodotti quando il CCP non era sotto controllo[5]
- la registrazione dell'accaduto e delle misure adottate
- l'eventuale individuazione di misure preventive più efficienti.

Principio 6Definizione delle procedure di verifica:
Stabilire procedure per la verifica che includano prove supplementari e procedure per confermare che il sistema HACCP stia funzionando efficacemente.
Viene verificato sul campo se ciò che è stato visto e detto era anche previsto e scritto, e se questi funzionano o no. Permette di riconoscere l'effettiva adeguatezza delle misure adottate in riferimento allo stato dell'arte della situazione. La frequenza delle procedure di verifica deve essere indicata nel piano di autocontrollo ed è influenzata dalle dimensioni dell'azienda, dal numero di dipendenti, dal tipo di prodotti trattati e dal numero di non conformità rilevate.
Va ricordato che il sistema HACCP è un sistema dinamico che può venir cambiato e integrato.
Principio 7Definizione delle procedure di registrazione:
Predisporre documenti e registrazioni adeguati alla natura e alle dimensioni dell'impresa alimentare, al fine di dimostrare l'effettiva applicazione delle misure precedentemente esposte.
Stabilire una documentazione riguardante tutte le procedure di registrazione appropriate a questi principi e loro applicazioni. La documentazione deve essere firmata dal responsabile del piano di autocontrollo. Sulla documentazione si basa infatti gran parte del controllo ufficiale (ispezioni e audit) da parte dei servizi di prevenzione dell'USL (Servizi Veterinari e SIAN).

## Formazione del personale
Il Regolamento CE 852/2004, al Capitolo XII, richiama l'attenzione sulla necessaria consapevolezza del personale alimentarista, cioè di tutti gli addetti che operano all'interno delle imprese del settore alimentare. Nel linguaggio comune, questa formazione viene identificata come "Corso HACCP" o, impropriamente "Certificazione HACCP". Gli Operatori del Settore Alimentare (O.S.A.), devono infatti "assicurare che gli addetti alla manipolazione degli alimenti siano controllati e/o abbiano ricevuto un addestramento e/o una formazione, in materia d'igiene alimentare, in relazione al tipo di attività". Il compito di stabilire il modo in cui questa formazione viene organizzata è affidato agli Stati membri e, in Italia, alle Regioni. Per questo motivo, esistono specifiche Direttive Regionali che stabiliscono modalità, durata e argomenti della formazione per gli alimentaristi, oltre a definire chi sono i soggetti formatori abilitati a erogare questo servizio nonché le modalità di rilascio dell'attestato di frequenza.

### Tabella prescrizioni regionali
|                                | Durata del corso (ore) | Validità della formazione (anni)              | Durata del corso di aggiornamento (ore) | Docenti e requisiti | Normativa |
| ------------------------------ | --- | --------------------------------------------- | --- | --- | --- |
| Abruzzo                        | 5 | 3                                             | 4 | Personale ASL, Tecnico della prevenzione (laureato) autorizzato da ASL dopo aver presentato programma del corso | DELIBERAZIONE 21.08.2006, n. 949 (B.U.R. N. 51 20.09.2006) Archiviato il 25 gennaio 2018 in Internet Archive. |
| Basilicata                     | 6 | Agg. continuo                                 | 4 | | D.G.R. n. 1484 del 07/09/2010 Regione-Basilicata |
| Calabria                       | CATEGORIA A: 8 CATEGORIA B: 6 CATEGORIA C: ESCLUSI | 3                                             | 4 | Personale ASL oppure, in forma privata: Medico, Veterinario, Tecnologo alimentare, Chimico, Farmacista, Tecnologo alimentare, Dietista, Tecnico della prevenzione, Laurea in ingegneria delle industrie alimentari | DELIBERAZIONE 2 febbraio 2012, N.28 ALLEGATO A |
| Campania                       | Livello di rischio 1: 4 Livello di rischio 2: 8 Responsabili di industrie alimentari: 12 | 3                                             | 6 ore per i responsabili di industrie alimentari; 3 ore per gli addetti di livello di rischio 1 e 2; | PERSONALE ASL, ALTRI ENTI PUBBLICI O PRIVATI AUTORIZZATI DA REGIONE | Decreto Dirigenziale n. 110 del 24/05/2018 che rettifica ed integra il Decreto n.76 del 17/04/2018, che ha sancito l'entrata in vigore del nuovo regolamento per la formazione degli alimentaristi.                                                                                       |
| Emilia-Romagna                 | Livello 2 e 1: 3 ore Livello 0: escluso dall'obbligo formativo | Livello 2: triennale: Livello 1: quinquennale | 3 ore per il livello 1 3 ore per il livello 2 | - Aziende sanitarie locali, tramite i Dipartimenti di Sanità Pubblica; - Enti di formazione professionale; - Associazioni di categoria del settore; - Operatori del settore alimentare, solo per il proprio personale alimentarista. | DGR 311/2019 |
| Friuli-Venezia Giulia          | - 3 ore minimo PER TUTTI GLI ADDETTI - 4 o 8 ore PER I RESPONSABILI (a seconda del settore) | 2 per gli addetti 5 per i responsabili        | -OGNI 2 ANNI PER TUTTI -OGNI 5 ANNI PER RESPONSABILI | Medico, Veterinario, Biologo, Chimico, Farmacista. Tecnologo alimentare, Dietista, Biotecnologo, Tecnico della prevenzione | L.R. 21/2005 Protocollo n° 9916 del 12/05/2008 B.U. N.47 20 novembre 2013 (per FAD) |
| Lazio                          | - 6 ORE MINIMO PER GLI ADDETTI - 20 ORE ALMENO PER I RESPONSABILI HACCP | Non previsto                                  | Aggiornamento permanente (consigliato l'aggiornamento annuale oppure ad ogni cambio di mansione o modifica nelle fasi produttive)                                                                              | Tutti i docenti dei corsi dovranno essere laureati in discipline tecnico-scientifiche con documentata e comprovata esperienza nel settore | DGR 825/2009 Archiviato il 25 gennaio 2018 in Internet Archive. – ALLEGATO 1 |
| Liguria                        | - 8 ORE PER TUTTI GLI ADDETTI - 16 PER I RESPONSABILI - 2 ORE IN AGGIUNTA NEL CASO DI ALIMENTI GLUTEN-FREE | 5                                             | 4 | Medico Veterinario, Biologo, Chimico, Farmacista, Tecnologo alimentare, Dietista, Biotecnologo, Tecnico della prevenzione, Perito Agrario, Ingegnere dell'industria alimentare | DGR N. 793/29.06.2012 Archiviato il 25 gennaio 2018 in Internet Archive.(B.U.R. N. 30 25.07.2012) |
| Lombardia                      | Gli Operatori del Settore Alimentare stabiliscono la durata ed i contenuti dei corsi di formazione rifacendosi al regolamento CE 852/04 | Stabilita da Manuale HACCP                    | Nessun aggiornamento previsto Auto-aggiornamento continuo | Nessun requisito previsto, si consiglia: Medico, Veterinario, Biologo, Chimico, Farmacista, Tecnologo alimentare, Dietista, Biotecnologo, Tecnico della prevenzione, Agronomo | L.R. 33/09 |
| Marche                         | 10 | 3                                             | Nessun aggiornamento previsto Auto-aggiornamento continuo | Nessun requisito previsto, si consiglia: Medico, Veterinario, Biologo, Chimico, Farmacista, Tecnologo alimentare, Dietista, Biotecnologo, Tecnico della prevenzione | D.G.R. n. 339 27 marzo 2006 All. A |
| Molise                         | 6 | 5                                             | 6 | ASREM (DIP. PREVENZIONE), SOGGETTI FORMATORI PUBBLICI O PRIVATI RICONOSCIUTI. | D.G.R. n. 372 8 aprile 2008 |
| Piemonte                       | Il titolare o suo delegato: 16 Il personale addetto alla manipolazione: Consigliate 4 o 8 ore, in base alla complessità della mansione. | 3                                             | Il titolare o suo delegato: 16 ore triennali con piano regionale. Il personale addetto alla manipolazione: non è specificato dalla normativa                                                                   | Sono enti gestori del corso di formazione quelli convenzionati con la Direzione regionale competente per la gestione dei corsi di formazione professionale per l’esercizio delle attività di commercio al dettaglio di prodotti alimentari e di somministrazione di alimenti e bevande e non necessitano di riconoscimento da parte della Città metropolitana o delle Province. | \| DGR 31 luglio 2015, n. 25-1952 \| https://www.regione.piemonte.it/web/temi/sviluppo/commercio/normativa-sulla-formazione-comparto-alimentare |
| Puglia                         | 4 | 4                                             | 4 | Enti di formazione pubblici e privati accreditati; le associazioni di categoria datoriali e dei lavoratori; Esperienza documentata dei formatori. | REGOLAMENTO REGIONALE 15 maggio 2008, n.5 (B.U. 19 maggio 2008 N. 78) |
| Sardegna                       | Consigliato corso di formazione di: 8 h per i responsabili 4 h per gli addetti | 2                                             | Durata non specificata | Nessun requisito specifico previsto | Nessuna normativa specifica di riferimento. La Delibera della Giunta Regionale della Sardegna n. 4/14 del 10 febbraio 2005 annunciava un atto specifico per stabilire durata, validità ecc, non ancora pervenuto.https://delibere.regione.sardegna.it/protected/35487/0/def/ref/DBR35488/ |
| Sicilia                        | Un corso di almeno dodici ore destinato a tutti gli alimentaristi non ancora formati | 3                                             | 6 | Criteri per l’individuazione dei formatori I formatori devono essere in possesso di almeno uno tra i seguenti titoli di studio: a. laurea in medicina e chirurgia, specialistica 46/S e magistrale LM-41; b. laurea in medicina veterinaria, specialistica 47/S e magistrale LM-42; c. laurea in biologia, specialistica 6/S e magistrale LM-6; d. laurea in scienze della nutrizione umana, specialistica 69/S e magistrale LM-61; e. lauree in biotecnologie, specialistiche 7/S, 8/S e 9/S e magistrali LM-7, LM-8 e LM-9; f. lauree in chimica, specialistiche 14/S, 62/S e 81/S e magistrali LM-13, LM-54 e LM-71; g. laurea in scienze e tecnologie farmaceutiche L-29; h. laurea in farmacia, specialistica 14/S e magistrale LM-13; i. lauree in scienze e tecnologie agrarie ed agroalimentari, specialistiche 77/S, 78/S e 79/S e magistrali LM-69, LM-70 e LM-86; j. laurea in scienze e tecnologie agrozootecniche, specialistica 79/S e magistrale LM-86; k. laurea in scienze e tecnologie alimentari L26; l. laurea in dietistica L/SNT3; m. laurea in assistenza sanitaria (DM 2 aprile 2011), classe IV professioni della prevenzione; n. laurea in scienza e tecnologia delle produzioni animali L38; o. laurea in ingegneria delle industrie alimentari LM22; p. laurea in tecnico della prevenzione nell'ambiente e nei luoghi di lavoro SNT04 ovvero le corrispondenti lauree dal vecchio ordinamento di cui al DM 9 luglio 2009 ovvero le corrispondenti lauree di primo livello di cui al DM n. 509/1999 ed al DM n. 270/2004 ovvero i titoli di studio per legge equipollenti a quelli indicati. | DECRETO ALIMENTARISTI 698/2022 link regione Sicilia |
| Toscana                        | - Livello 1: 2 ore (MODULO A) -lavapiatti, camerieri, addetti pulizie ecc... - Livello 2: 6 ore (MODULO A + B) - cuochi, pasticcieri, pizzaioli, baristi, gelatai, fornai ecc - Responsabili: 10 ore (MODULO A + C) | 5                                             | Livello 2 e Responsabili: almeno 3 ore | AGENZIE FORMATIVE ACCREDITATE ai sensi della DGR 436/03 (e s.m.i.), IMPRESE ALIMENTARI CON PROPRIA STRUTTURA ORGANIZZATIVA INTERNA, DOCENTI con esperienza di almeno un anno CON SEGUENTE TITOLO DI STUDIO: laurea in medicina e chirurgia; laurea in medicina veterinaria; laurea in scienze biologiche; laurea in chimica; laurea in scienze agrarie e forestali; laurea in farmacia; laurea in scienze e tecnologie alimentari; laurea in dietistica; laurea in scienza e tecnologia delle produzioni animali; laurea in ingegneria delle industrie alimentari; laurea in tecniche erboristiche laurea in tecnico della prevenzione nell'ambiente e nei luoghi di lavoro.Periti agrari per i corsi riservati agli operatori agricoli. | Delibera n.540 del 06-05-2024 - link |
| Trentino-Alto Adige            | A discrezione dell'azienda | Stabilita dal DDL                             | Aggiornamento in caso di modifica degli specifici rischi aziendali o di entrata in vigore di nuove disposizioni.                                                                                               | Nessun requisito specifico previsto | DELIBERAZIONE GIUNTA PROVINCIALE di Bolzano N. 542 13 maggio 2014 DELIBERA GIUNTA PROVINCIALE di Trento N. 159 1º febbraio 2008 Archiviato il 14 giugno 2018 in Internet Archive. |
| Umbria                         | A. Titolare o responsabile autocontrollo - 12 ORE B. Addetti alla manipolazione di alimenti deperibili, in presenza di specifici rischi per alimenti soggetti a regime di temperature controllate compreso il trasporto. - 10 ORE C. Addetti che operano all'interno delle aziende del settore alimentare ove non vi è alcuna manipolazione diretta dell'alimento e l'alimento stesso non richiede particolari temperature conservazione, compreso trasporto. - 4 ORE | 5                                             | La durata della formazione di aggiornamento sarà a discrezione del responsabile dell'erogazione e il percorso verrà scelto in base ai reali bisogni dell'azienda e delle mansioni a carico del singolo addetto | Nessun requisito specifico previsto | DGR 208 del 17.3.2021 “Linee guida per la formazione del personale addetto alle imprese alimentari ai sensi dei Regolamenti CE n. 852/2004 e 853/2004, revoca DGR 93/2008 e 1849/2008” BUR N. 22 del 31.3.2021 integrata con la DD 10435 del 13.10.2022.                                  |
| Valle d'Aosta                  | I LIVELLO: CORSO TEORICO-PRATICO 8 ORE II LIVELLO: CORSO TEORICO-PRATICO 4 ORE | 3                                             | 2 | DIPARTIMENTO DI PREVENZIONE ASL - STRUTTURE ABILITATE ALLA FORMAZIONE PROFESSIONALE (requisiti valutati da SIAN) - anche FAD | D.G.R. n. 4197 22 novembre 2004 DELIBERA N. 1067 6 maggio 2011 |
| Veneto                         | A discrezione del datore di lavoro | Se presenti variazioni nel ciclo produttivo   | In seguito a variazioni del ciclo produttivo | Nessun requisito specifico previsto | LEGGE REGIONALE N. 2 19 MARZO 2013 (sostituisce DGR 2898/2012) |
| DGR 31 luglio 2015, n. 25-1952 | |                                               | | | |

## Relazione tra HACCP e standard ISO 22000
Lo standard ISO 22000 è una norma dell'ente di normazione internazionale ISO creata al fine di armonizzare gli standard nazionali e internazionali in materia di sicurezza alimentare e HACCP e la cui applicazione avviene a discrezione dell'impresa agroalimentare.
Questo standard si basa sui principi dell'HACCP e del Codex Alimentarius, pur restando in linea con i precedenti ISO 9000 e ISO 14000.
Lo standard garantisce la sicurezza agroalimentare "dal campo alla tavola", sulla base di elementi quali:
- la comunicazione interattiva
- la gestione del sistema
- l'adozione degli schemi di buone pratiche di preparazione
- i principi HACCP.

La certificazione secondo la norma ISO 22000 è un elemento particolarmente importante per dimostrare l'impegno di un'azienda nei confronti della sicurezza alimentare, nel pieno rispetto dei requisiti di corporate governance, responsabilità sociale d'impresa e bilancio di sostenibilità.
Il processo descritto nella norma ISO 22000 prevede i seguenti passaggi:
- identificazione, valutazione e controllo dei rischi agroalimentari che potrebbero verificarsi
- comunicazione lungo la filiera agroalimentare delle informazioni sui problemi di sicurezza connessi al prodotto
- comunicazione a tutta l'organizzazione coinvolta delle informazioni sullo sviluppo, implementazione e aggiornamento di tutto ciò che riguarda la sicurezza agroalimentare
- valutazione periodica e aggiornamento del sistema di gestione della sicurezza agroalimentare.

## Il piano di autocontrollo HACCP
Le imprese che operano nel settore alimentare sono tenute in Italia a redigere il cosiddetto piano di autocontrollo HACCP, che viene redatto dal titolare dell'azienda stessa in collaborazione con un consulente tecnico, esperto nelle normative che ne disciplinano la correttezza e la congruità con le normative stesse.
Secondo il Regolamento CE n. 852/2004 questo piano di autocontrollo è obbligatorio, dunque nessuna azienda della Comunità europea che opera in ambito alimentare può sottrarsi alla sua stesura. Sebbene molte imprese possano essere suddivise in categorie differenti, in base alla tipologia di manipolazione degli alimenti, in tutti i devono possedere obbligatoriamente un piano di autocontrollo HACCP.
Il piano di autocontrollo HACCP prevede due  elementi:
- il manuale HACCP, che costituisce l’elemento descrittivo del piano,
- le schede di autocontrollo, che costituiscono la documentazione operativa.

Per redigere correttamente il manuale HACCP e le schede di autocontrollo è consigliabile rivolgersi a dei professionisti del settore, in modo che l'azienda alimentare possa produrre cibi e bevande di alta qualità, nel pieno rispetto delle norme sanitarie.